# Lauter-Bernsbach
Lauter-Bernsbach est une ville de Saxe (Allemagne), située dans l'arrondissement des Monts-Métallifères, créée avec effet au 1er janvier 2013 par la fusion de l'ancienne commune de Bernsbach avec la ville de Lauter.

## Composition territoriale
La ville de Lauter-Bernsbach est composée de l'ancienne ville de Lauter et des villages de Bernsbach et Oberpfannenstiel.

## Personnalités liées à la ville
- Walter Weidauer (1899-1986), homme politique né à Lauter.
- Dieter Schneider (1949-), footballeur né à Lauter.